# ائبیسفلده-وفرلینگن
شهر ائبیسفلده-وفرلینگن (به آلمانی: Oebisfelde-Weferlingen) در ایالت زاکسن-آنهالت در کشور آلمان واقع شده‌است.